# نصرالدین خوالد
نصرالدین خوالد (انگلیسی: Nacereddine Khoualed؛ زاده ۱۶ آوریل ۱۹۸۶) یک بازیکن فوتبال است.